# Magnus Nyrén
Magnus Olaf Nyrén [mágnus ólaf nirén], švedski astronom, * 21. februar 1837, Brunskog, Värmland, Švedska, † 16. januar 1921, Stockholm, Švedska.

## Življenje in delo
Nyrén je leta 1869 doktoriral iz astronomije na Univerzi v Uppsali.
Do svoje upokojitve leta 1908 je štirideset let delal na Observatoriju Pulkovo pri Sankt Peterburgu v Rusiji.
Leta 1873 je na podlagi Petersovega dela odkril periodično spreminjanje zemljepisnih širin. Raziskoval je zvezdno aberacijo.